# Маринін (Ґродзиський повіт)
Маринін (пол. Marynin) — село в Польщі, у гміні Гродзиськ-Мазовецький Ґродзиського повіту Мазовецького воєводства.
Населення — 265 осіб (2011).
У 1975-1998 роках село належало до Варшавського воєводства.

## Демографія
Демографічна структура станом на 31 березня 2011 року:
|          | Загалом | Допрацездатний вік | Працездатний вік | Постпрацездатний вік |
| -------- | ------- | ------------------ | ---------------- | -------------------- |
| Чоловіки | 125     | 25                 | 89               | 11                   |
| Жінки    | 140     | 34                 | 77               | 29                   |
| Разом    | 265     | 59                 | 166              | 40                   |